# Louis Schalk
 (juin 2023).
Si vous disposez d'ouvrages ou d'articles de référence ou si vous connaissez des sites web de qualité traitant du thème abordé ici, merci de compléter l'article en donnant les références utiles à sa vérifiabilité et en les liant à la section « Notes et références ».
Pour les articles homonymes, voir Schalk.
Louis Wellington « Lou » Schalk Jr, (1926 - 2002) est un pilote de chasse et pilote d'essai américain. Au cours de sa carrière, il a piloté plus de 70 types d'appareils, totalisant plus de 5 000 heures de vol.
Né à Alden dans l'Iowa le 29 mai 1926, il est diplômé de l'académie militaire de West Point en 1948. Il choisit d'être versé à l'USAF et obtient sa qualification de pilote de chasse à la base de Nellis AFB (Nevada). Il est ensuite affecté au 86e escadron de bombardement en Allemagne.
De retour aux États-Unis, il obtient sa qualification d'instructeur à la base de Craig AFB (en) et exerce en tant qu'instructeur sur la base de Laredo (Texas). En 1954, il est major de promotion à l'ETPS (Experimental Test Pilot School), et devient pilote d'essai sur la base d'Edwards (Californie) où il est affecté aux programmes portant sur les avions de chasse. Il compte alors parmi ses supérieurs Pete Everest (en) et Chuck Yeager. Pendant 3 ans, il effectuera des vols d'essais sur un grand nombre de modèles parmi lesquels on peut citer le F-100, le F-101 et le F-104.
En 1957, il devient pilote d'essai pour le constructeur Lockheed. Deux ans plus tard, il est sélectionné par le chef pilote d'essais de Clarence “Kelly” Johnson pour le bureau d'études : le Skunk Works. Avec les équipes d'ingénieurs, il participe au développement du cockpit et de certains systèmes du programme "Blackbird" (A-12, YF-12 et Lockheed SR-71 Blackbird). Le 26 avril 1962, Lou Schalk effectue le premier vol du A-12 Blackbird. Il fut le pilote des quatre premiers vols, atteignant mach 3,0 à plus de 90 000 pieds. Il effectuera ensuite de nombreux autres vols de A-12 depuis la base de Groom Lake (Nevada) pour le compte de la CIA. 
En 1999, il a reçu un Aerospace Walk of Honor. Ce prix prestigieux récompense sa contribution à l'industrie aérospatiale. Le club très fermé des pilotes honorés de ce prix compte notamment parmi ses membres le général Jimmy Doolittle, le colonel Pete Knight, Chuck Yeager et l'astronaute Neil Armstrong. Le 27 avril 2002, une fête fut organisée pour célébrer le quarantième anniversaire du premier vol du A-12, en présence de Louis Schalk et de plus de 1 400 visiteurs.
Louis Schalk est décédé le 16 août 2002 d'une leucémie.